# Crazy Itch Radio
Crazy Itch Radio è il quarto album discografico in studio del gruppo musicale di musica elettronica inglese Basement Jaxx, pubblicato nel 2006.

## Tracce
1. Intro – 0:37
2. Hush Boy (voce di Vula Malinga) – 3:59
3. Zoomalude (voce di Vula Malinga) – 0:50
4. Take Me Back to Your House (voce di Martina Bang) – 5:08
5. Hey U (voce di Robyn) – 4:54
6. On the Train (voce di Tommy Blaize) – 4:14
7. Run 4 Cover (voce di Lady Marga) – 4:14
8. Skillalude (voce di Skillah) – 0:35
9. Smoke Bubbles (voce di Milly Oldfield) – 4:20
10. Lights Go Down (voce di Linda Lewis e Lily Allen) – 5:13
11. Intro (Reprise) (voce di Reena Bhardwaj e Daryl John) – 0:36
12. Everybody (voce di Elida Zulu e Reena Bhardwaj) – 5:53
13. Keep Keep On (voce di Milly Oldfield) – 2:24
14. U R on My Mind (voce di Felix; include la traccia fantasma As The Night Moves On) – 8:09

## Formazione
- Felix Buxton - voce, produzione
- Simon Ratcliffe - strumenti vari, produzione